# Успение Богородично (Пори)
Вижте пояснителната страница за други значения на Успение Богородично.
„Успение Богородично“ (на гръцки: Κοίμησης Θεοτόκου) е православна църква в катеринското село Пори (Пулрлия), Егейска Македония, Гърция, част от Китроската, Катеринска и Платамонска епархия. Църквата е изградена в XIΧ век. Разположена е в горната махала на селото Ано Пори, в местността Палиохори (Старо село). Представлява типичната за периода трикорабна базилика с дървен иконостас с византийски икони. В 1980 година е обявена за защитен паметник на културата.